# Галерија прашког замка
Галерија прашког замка (чеш. Obrazárna Pražského hradu) је најстарија до сада постојећа галерија у Чешкој у којој се налазе и данас стари мајстори немачке, низоземске и италијанске ренесансе и маниризма, као и слике средњоевропског и холандског барока. Настала је у Прагу као галерија цара Рудолфа II на крају 16. века и била је после његове смрти поново распродавана, покрадена и обнављана, допуњавана. Тежиште збирке која потиче из збирке цара су данас слике које потичу из доба од 15. века па до 18. века. 

## Смештај
Галерија је део Прашког замка у четврти Праг 1. Храдчани. Из Храдчанског трга пролази се капијом гиганата на надворије и отуда пролазом на надворије галерије. Галерија је друго надворије Прашког замка лево.